# 2023년 KBO 리그
2023년 KBO 리그는 KBO 리그의 42번째 시즌이며, 대한민국의 10개 프로 야구 구단들이 참가한다.

## 달라지는 점
- 두산 베어스가 김태형과 감독 재계약을 포기하고, 이승엽을 새 감독으로 선임했다.
- NC 다이노스가 강인권 감독 대행을 정식 감독으로 선임했다.
- 삼성 라이온즈가 박진만 감독 대행을 정식 감독으로 선임했다.
- LG 트윈스가 류지현과 감독 재계약을 포기하고, 염경엽을 새 감독으로 선임했다.
- 외국인 선수(최대 3명)와 계약시 지출할 수 있는 최대 비용 400만 달러 중 연봉과 계약금, 이적료 외에 특약을 옵션 실지급액 기준으로 포함시키기로 했다.
- 구단이 기존 외국인 선수와 재계약을 할 경우(보류권을 갖고 있는 외국인 선수와 재계약 포함) 해당 선수의 재계약 연차에 따라 이 한도를 10만 달러씩 증액하는 것을 허용하기로 했다.
- 리그 전력 상향 평준화와 지속적인 발전을 위해 샐러리캡 조항을 신설했다. 샐러리캡을 초과하는 구단에게는 위반 횟수에 따라 1회 초과하는 경우에는 초과분의 50%. 2회 연속하여 초과하는 경우에는 초과분의 100%에 해당하는 금액을 제재금으로 부과하고 해당 구단의 다음 연도 2라운드 지명권은 자동으로 9단계 하락한다. 3회 이상 연속하여 이를 초과하는 경우 해당 구단은 초과분의 150%에 해당하는 금액을 제재금으로 납부해야 하고 다음 연도 2라운드 지명권은 자동으로 9단계 하락한다.
- 2021년, 2022년 외국인 선수와 신인 선수를 제외한 각 구단의 소속 선수 중 연봉(연봉, 옵션 실지급액, FA 연평균 계약금 포함) 상위 40명의 금액을 합산한 구단의 연평균 금액의 120%에 해당하는 금액으로 샐러리캡이 설정됐다. 샐러리캡은 2023년부터 2025년까지 적용되며, 이후 상한액은 물가 상승률 등을 반영해 조정될 수 있다.
- 2022년 아시안 게임 기간 동안 시즌이 중단되지 않고 진행된다.
- 2연전 편성이 폐지되면서 개막전을 제외한 모든 경기가 3연전으로 편성됐다. 9월 10일까지 팀당 134경기가 우선 편성되었고, 미편성된 45경기 및 개막전 대진 5경기가 포함된 50경기(팀당 10경기)는 우천 등으로 취소되는 경기들과 함께 추후 편성될 예정이다.
- 구단간 홈-원정 경기의 편성이 기존 홈, 원정 각각 8경기씩에서 홈 9경기-원정 7경기 또는 홈 7경기-원정 9경기로 변경됐다.
- 팀간 이동 거리 및 마케팅적 요소 등을 종합적으로 고려해 격년제로 홈 73경기-원정 71경기로 편성된다.
- 이물질 검사는 경기 전 또는 경기 중 심판진에서 의심이 가는 경우나 상대팀에서 이의 신청을 제기할 경우 검사를 실시하게 된다. 검사는 주심과 루심이 같이 진행하며 선수 손가락, 손등, 손바닥 등 손 전체를 대상으로 면밀히 검사 후 끈적한 특수 물질 또는 금지된 이물질이 명확하게 확인되는 경우 반칙 행위로 간주된다. 투수 이외에도 야수, 포수 또한 심판의 판단에 따라 이물질 검사를 실시할 수 있다.
- 선수의 이물질 사용이 적발될 경우 기존 야구규칙 3.01, 6.02(d) 1항에 따라 해당 선수는 즉시 퇴장 및 10경기 출장정지 제재를 받게 된다.
- 로진과 관련해서는 일부 점성이 강한 로진을 자체 제작해서 사용할 경우 투구에 영향을 미칠 수 있다는 우려에 따라 승인된 제품만을 사용할 수 있도록 규칙을 추가했다. KBO 리그에서 사용 가능한 로진은 KBO 또는 미국 MLB, 일본 NPB에서 승인한 제품만 사용 가능하며 해당 경기에 사용할 로진을 경기 개시 1시간 전까지 심판 위원에게 제출해 사용 가능 여부를 확인받아야 한다.
- 경기 중 루상의 주자들이 부상 방지를 위해 착용하는 주루 장갑에 대한 크기 및 규정을 도입했다. 길이 30cm x 너비 13cm 이내의 장갑만 사용 가능하다. 착용 후 플레이 중 손에서 빠지지 않도록 고정해야 하며, 이를 위반해 플레이에 지장이 있다고 심판원이 판단할 경우 제재금 200만원을 부과받게 된다.
- 막대 풍선 구입, 경기장 반입이 원천 봉쇄된다. 2022년 11월 말부터 시행된 자원재활용법 시행 규칙에 따라 운동장-체육관-종합 체육시설 등에 막대 풍선, 비닐 방석 등 합성수지로 제작된 용품 사용이 제한된다.
- 경기 중 감독, 코치의 마운드 방문 시간을 엄격히 적용한다. '30초가 경과한 시점에서 심판은 이를 통보하고 감독 또는 코치는 즉시 덕아웃으로 돌아가야 한다.'를 30초가 경과한 시점에 곧바로 플레이가 시작될 수 있도록 '25초가 경과한 시점에서 이를 통보하고 감독 또는 코치는 즉시 덕아웃으로 돌아가야 한다'로 변경하며, '30초가 경과한 시점에서 포수는 포구 준비를 완료해야 한다'는 내용을 추가했다.
- 퓨처스리그에 한해 '주자가 없을 때 투수가 12초 이내에 투구하지 않을 경우 주심은 첫 번째 경고, 두 번째부터는 벌금 20만원을 부과하고 볼로 판정한다.'에 '경고 없이 곧바로 볼로 판정한다'가 추가된다.
- 타석에 들어간 순간부터 최소한 한 발을 타석 안에 두고 위반시 벌금 20만원을 부과하는 타석 이탈 제한 규정을 더 엄격하게 적용한다.
- 심판이 적극적으로 스피드업을 강조하며 경기를 운영토록 하기 위해 심판 고과에 스피드업 평가를 실시한다. '엄격한 스피드업 규정 적용', '적극적인 스피드업 독려', '매끄러운 진행으로 신속한 경기 기여' 항목 등이 심판 평가에 추가된다.
- 클리닝 타임 때 출장 대기 선수들이 그라운드에서 상대 선수와 사적인 대화를 나누는 행위, 선수단 및 구단 임직원의 심판실 출입을 엄격히 제한하며 사적인 접촉을 금지한다.
- 퓨처스리그에 승부치기 규정이 정식으로 도입된다. 정규 이닝 종료 시 동점인 경우, 10회부터 승패가 갈릴 때까지 승부치기를 실시한다. 이때 타자는 이전 이닝 타순부터 타석에 들어서며, 주자는 해당 타석에 들어선 타자보다 선행 타순이었던 선수를 각각 1, 2루로 배치해 진행한다.
- 감독, 코치, 선수의 올스타전 출전 수당이 기존 100만원에서 200만원으로 인상된다.
- 리그 차원의 공식 수비 상 제정으로 수비의 가치를 인정하고 리그 수비 기량 향상을 도모하기 위해 KBO 수비상(가칭)을 신설한다. 후보, 수상자 선정 등은 추후 실행위원회에서 확정해 발표한다.
- 동일한 부상으로 부상자 명단 등재 연장 신청 시 기존 신규 신청서 및 진단서 제출 규정을 1회에 한해 추가 진단서 없이 신청서 제출만으로 연장 가능하게 개정한다. 기존 규정은 엔트리 말소일이 부상자 명단 등재 시작일이었으나, 선수의 부상 경과를 지켜본 이후 등재할 수 있도록 해당 선수의 마지막 경기 출장 다음 날로부터 최대 3일까지 엔트리 말소를 유예할 수 있도록 개정했다. 이후 명단에 등재된 경우 마지막 출장 다음날로 명단 등록 시작일을 소급 적용하기로 했다.
- 후반기부터 판정의 일관성을 유지하고 현장의 혼란을 방지하기 위해 타자 주자의 3피트 라인 안쪽 주루 행위가 명백히 수비(송구 또는 포구) '방해의 원인'이 되었다고 심판원이 판단하는 경우에도 수비 방해로 선언하기로 했다. 이 경우 실제로 플레이가 이루어져야 한다.

## 구단별 캐치프레이즈(슬로건)
- SSG 랜더스 : NO LIMITS AMAZING LANDERS
- 키움 히어로즈 : 함께 더 높게 WE GO UP, WIN THE CHAMPIONSHIP
- LG 트윈스 : 승리를 향해, 하나의 트윈스! 무적 LG! 끝까지 TWINS!
- kt 위즈 : THE GREAT KT WIZ 100년을 위한 10년의 여정
- KIA 타이거즈 : 압도하라!_Always KIA TIGERS
- NC 다이노스 : WE'RE GAME Changers
- 삼성 라이온즈 : WIN OR WOW
- 롯데 자이언츠 : THE POWER OF ONE
- 두산 베어스 : TEAM DOOSAN! 2023
- 한화 이글스 : THE ONLY WAY IS UP

## 선수 이동

### 시즌 전
- 2023년 신인지명 선수
  - SSG 랜더스 : 이로운, 송영진, 김정민, 안현서, 김건웅, 박세직, 김민준, 류현곤, 이승훈, 김건이, 김준영
  - 키움 히어로즈[1] : 김건희, 오상원, 김동헌, 박윤성, 이승원, 송재선, 우승원, 박성빈, 이호열, 변헌성, 안겸, 서유신
  - LG 트윈스[2] : 김범석, 김동규, 박명근, 이준서, 원상훈, 임정균, 권동혁, 허용주, 송대현, 이철민, 곽민호, 강민균
  - kt 위즈[3] : 김정운, 정준영, 손민석, 김건웅, 이준희, 류현인, 황의준, 정진호, 이준명[4], 강건
  - KIA 타이거즈[5] : 윤영철, 정해원, 김세일, 곽도규, 이송찬, 이도현, 박일훈, 김도월, 김재현
  - NC 다이노스 : 신영우, 박한결, 신용석, 목지훈, 강건준, 이준호, 신성호, 정주영, 서동욱, 배상호, 김주환
  - 삼성 라이온즈[6] : 이호성, 박권후, 김재상, 서현원, 신윤호, 강준서, 김시온, 류승민, 김민호, 박시원, 박장민, 박진우
  - 롯데 자이언츠[7] : 김민석, 이진하, 김기준, 정대선, 이태연, 석상호, 조경민, 정재환, 장세진, 배인혁
  - 두산 베어스 : 최준호, 김유성[4], 장우진, 임서준, 윤준호, 한충희, 백승우, 박민준, 김문수, 남율
  - 한화 이글스 : 김서현, 문현빈, 이민준, 김관우, 김해찬, 한서구, 송성훈, 최원준, 박재규, 천보웅, 김예준

- 독립야구단 영입 선수
  - 박찬희 : 파주 챌린저스 → NC 다이노스
  - 정찬헌 : 성남 맥파이스  → 키움 히어로즈
  - 박주현 : 파주 챌린저스 → NC 다이노스

- 독립야구단 이적 선수
  - 박준영 : SK 와이번스 → 파주 챌린저스
  - 이희재 : SSG 랜더스 → 파주 챌린저스
  - 정찬헌 : 키움 히어로즈 → 성남 맥파이스
  - 지윤 : 두산 베어스 → 연천 미라클
  - 최지원 : 두산 베어스 → 성남 맥파이스
  - 최지효 : kt 위즈 → 수원 파인이그스
  - 강리호 : 롯데 자이언츠 → 가평 웨일스

- FA 잔류 선수
  - 박종훈 : SSG 랜더스[8]
  - 이재원 : SSG 랜더스[9]
  - 최정 : SSG 랜더스[10]
  - 한유섬 : SSG 랜더스[8]
  - 서건창 : LG 트윈스[9]
  - 임찬규 : LG 트윈스[9]
  - 박경수 : kt 위즈[9]
  - 심우준 : kt 위즈[9]
  - 고종욱 : KIA 타이거즈[9]
  - 심창민 : NC 다이노스[9]
  - 구자욱 : 삼성 라이온즈[8]
  - 김대우 : 삼성 라이온즈[9]
  - 김헌곤 : 삼성 라이온즈[9]
  - 장원준 : 두산 베어스[9]
  - 장시환 : 한화 이글스 (총액 3년 9억 3000만)
  - 박민우 : NC 다이노스 (총액 8년(5+3년) 140억)
  - 오태곤 : SSG 랜더스 (총액 4년 18억)
  - 김진성 : LG 트윈스 (총액 2년 7억)
  - 이재학 : NC 다이노스 (총액 2+1년 9억)
  - 신본기 : kt 위즈 (총액 1+1년 3억)
  - 권희동 : NC 다이노스 (총액 1년 1억 2500만)
  - 정찬헌 : 키움 히어로즈 (총액 2년 8억 6000만)

- FA 이적 선수
  - 원종현 : NC 다이노스 → 키움 히어로즈 (총액 4년 25억)
  - 유강남 : LG 트윈스 → 롯데 자이언츠 (총액 4년 80억)
  - 박동원 : KIA 타이거즈 → LG 트윈스 (총액 4년 65억)
  - 채은성 : LG 트윈스 → 한화 이글스 (총액 6년 90억)
  - 양의지 : NC 다이노스 → 두산 베어스 (총액 4+2년 152억)
  - 노진혁 : NC 다이노스 → 롯데 자이언츠 (총액 4년 50억)
  - 이태양 : SSG 랜더스 → 한화 이글스 (총액 4년 25억)
  - 박세혁 : 두산 베어스 → NC 다이노스 (총액 4년 46억)
  - 김상수 : 삼성 라이온즈 → kt 위즈 (총액 4년 29억)
  - 오선진 : 삼성 라이온즈 → 한화 이글스 (총액 1+1년 4억)
  - 한현희 : 키움 히어로즈 → 롯데 자이언츠 (총액 3+1년 40억)
  - 이명기 : NC 다이노스 → 한화 이글스 (총액 1년 1억)

- FA 영입에 따른 보상 선수 이적 선수
  - 김대유 : LG 트윈스 → KIA 타이거즈 (박동원의 보상 선수 자격으로 이적)
  - 김유영 : 롯데 자이언츠 → LG 트윈스 (유강남의 보상 선수 자격으로 이적)
  - 윤호솔 : 한화 이글스 → LG 트윈스 (채은성의 보상 선수 자격으로 이적)
  - 전창민 : 두산 베어스 → NC 다이노스 (양의지의 보상 선수 자격으로 이적)
  - 안중열 : 롯데 자이언츠 → NC 다이노스 (노진혁의 보상 선수 자격으로 이적)
  - 김태훈 : kt 위즈 → 삼성 라이온즈 (김상수의 보상 선수 자격으로 이적)
  - 박준영 : NC 다이노스 → 두산 베어스 (박세혁의 보상 선수 자격으로 이적)
  - 이강준 : 롯데 자이언츠 → 키움 히어로즈 (한현희의 보상 선수 자격으로 이적)

- 퓨처스 FA 잔류 선수

없음
- 퓨처스 FA 이적 선수
  - 한석현 : LG 트윈스 → NC 다이노스 (연봉 3900만원)
  - 이형종 : LG 트윈스 → 키움 히어로즈 (총액 4년 20억, 연봉 1억 2000만)

- 군 입대(상무 야구단 입단) 선수
  - SSG 랜더스 : 김건우, 김택형, 장지훈, 조요한
  - LG 트윈스 : 이영빈, 임준형
  - kt 위즈 : 권동진, 심우준
  - NC 다이노스 : 김태경, 박동수
  - 삼성 라이온즈 : 김윤수, 박승규
  - 롯데 자이언츠 : 추재현
  - 한화 이글스 : 허인서

- 방출(보류 선수 제외) 선수
  - SSG 랜더스 : 유서준
  - NC 다이노스 : 김진우, 노상혁
  - 롯데 자이언츠 : 서준원

- 방출 후 이적 선수
  - 조이현 : SSG 랜더스 → kt 위즈
  - 박선우 : 롯데 자이언츠 → kt 위즈
  - 이상호 : LG 트윈스 → kt 위즈
  - 변시원 : KIA 타이거즈 → 키움 히어로즈
  - 임창민 : 두산 베어스 → 키움 히어로즈
  - 홍성민 : NC 다이노스 → 키움 히어로즈
  - 임준섭 : 한화 이글스 → SSG 랜더스
  - 차우찬 : LG 트윈스 → 롯데 자이언츠
  - 안권수 : 두산 베어스 → 롯데 자이언츠
  - 류원석 : LG 트윈스 → 한화 이글스
  - 김용완 : 롯데 자이언츠 → KIA 타이거즈
  - 김건국 : 롯데 자이언츠 → KIA 타이거즈
  - 현도훈 : 두산 베어스 → 롯데 자이언츠
  - 이정우 : LG 트윈스 → 롯데 자이언츠
  - 김태욱 : 한화 이글스 → 롯데 자이언츠

- 트레이드 영입 선수
  - 변우혁 : 한화 이글스 → KIA 타이거즈 (장지수, 한승혁과 2:1 트레이드)
  - 장지수, 한승혁 : KIA 타이거즈 → 한화 이글스 (변우혁과 2:1 트레이드)
  - 주효상 : 키움 히어로즈 → KIA 타이거즈 (2024년 KBO 리그 신인 드래프트 2라운드 지명권과 트레이드)
  - 조현진 : 한화 이글스 → NC 다이노스 (이명기, 이재용과 2:2 트레이드)
  - 이명기, 이재용 : NC 다이노스 → 한화 이글스 (조현진, 2024년 KBO 리그 신인 드래프트 7라운드 지명권과 2:2 트레이드)

- 은퇴 선수
  - 진명호 : 롯데 자이언츠 → 은퇴
  - 이창재 : kt 위즈 → 은퇴
  - 정범모 : NC 다이노스 → 은퇴 (한화 이글스 잔류군 배터리코치)
  - 신재영 : SSG 랜더스 → 은퇴
  - 강로한 : 롯데 자이언츠 → 은퇴 (울산 리틀 야구팀 감독)
  - 김교람 : SSG 랜더스 → 은퇴
  - 김응민 : NC 다이노스 → 은퇴 (상무 야구단 배터리코치)
  - 오준혁 : SSG 랜더스 → 은퇴 (SSG 랜더스 타격보조코치)
  - 최용제 : 두산 베어스 → 은퇴
  - 강동연 : NC 다이노스 → 은퇴 (TEAM HIT GYM 관장)
  - 김성표 : 삼성 라이온즈 → 은퇴
  - 이태오 : 롯데 자이언츠 → 은퇴 (강릉영동대학교 야구부 코치)
  - 이준수 : kt 위즈 → 은퇴 (kt 위즈 2군 배터리코치)
  - 강민성 : 롯데 자이언츠 → 은퇴
  - 배성근 : 롯데 자이언츠 → 은퇴
  - 박정준 : 삼성 라이온즈 → 은퇴 (삼성 라이온즈 전력분석원)
  - 김재현 : SSG 랜더스 → 은퇴 (SSG 랜더스 스카우트)
  - 황선일 : 한화 이글스 → 은퇴 (파주 챌린저스 수석코치)
  - 이현석 : SSG 랜더스 → 은퇴
  - 강민국 : 키움 히어로즈 → 은퇴 (마산용마고등학교 야구부 코치)

- 해외 진출 선수
  - 드류 루친스키 : NC 다이노스 → 오클랜드 애슬레틱스 (총액 1+1년 800만 달러)
  - 숀 모리만도 : SSG 랜더스 → 중신 브라더스
  - 윌머 폰트 : SSG 랜더스 → 샌디에이고 파드리스[11]
  - 타일러 애플러 : 키움 히어로즈 → 푸방 가디언스
  - 호세 미겔 페르난데스 : 두산 베어스 → 사라페로스 데 살티요
  - 헨리 라모스 : kt 위즈 → 신시내티 레즈[11]
  - 마이크 터크먼 : 한화 이글스 → 시카고 컵스[11]
  - 맷 더모디 : NC 다이노스 → 보스턴 레드삭스[11]
  - 로버트 스탁 : 두산 베어스 → 밀워키 브루어스[11]
  - 닉 마티니 : NC 다이노스 → 신시내티 레즈
  - 션 놀린 : KIA 타이거즈 → 미네소타 트윈스
  - 오드리사머 데스파이네 : kt 위즈 → 마리아치스 데 과달라하라
  - 토마스 파노니 : KIA 타이거즈 → 밀워키 브루어스[11]
  - 브랜든 와델 : 두산 베어스 → 라쿠텐 몽키스

- 신규 영입 외국인 선수
  - SSG 랜더스 : 커크 맥카티, 기예르모 에레디아, 에니 로메로
  - 키움 히어로즈 : 아리엘 후라도, 에디슨 러셀
  - LG 트윈스 : 오스틴 딘
  - kt 위즈 : 보 슐서
  - KIA 타이거즈 : 숀 앤더슨, 아도니스 메디나
  - NC 다이노스 : 제이슨 마틴, 에릭 페디, 테일러 와이드너
  - 두산 베어스 : 호세 로하스, 딜런 파일, 라울 알칸타라
  - 한화 이글스 : 버치 스미스, 브라이언 오그레디

- 재계약 성공 외국인 선수
  - 키움 히어로즈 : 에릭 요키시
  - LG 트윈스 : 아담 플럿코, 케이시 켈리
  - kt 위즈 : 앤서니 알포드, 웨스 벤자민
  - KIA 타이거즈 : 소크라테스 브리토
  - 삼성 라이온즈 : 앨버트 수아레즈, 호세 피렐라, 데이비드 뷰캐넌
  - 롯데 자이언츠 : 댄 스트레일리, 잭 렉스, 찰리 반즈
  - 한화 이글스 : 펠릭스 페냐

- 재계약 포기 외국인 선수
  - SSG 랜더스 : 후안 라가레스, 숀 모리만도, 윌머 폰트
  - 키움 히어로즈 : 타일러 애플러, 야시엘 푸이그
  - kt 위즈 : 오드리사머 데스파이네
  - KIA 타이거즈 : 션 놀린, 토마스 파노니
  - NC 다이노스 : 닉 마티니, 맷 더모디, 드류 루친스키
  - 두산 베어스 : 호세 미겔 페르난데스, 로버트 스탁, 브랜든 와델
  - 한화 이글스 : 예프리 라미레즈, 마이크 터크먼

- 국내 복귀 선수
  - 김승현 : 질롱 코리아 → KIA 타이거즈
  - 한선태 : 질롱 코리아 → 파주 챌린저스

### 시즌 중
- 독립야구단 영입 선수
  - 국해성 : 성남 맥파이스 → 롯데 자이언츠
  - 신우재 : 성남 맥파이스 → 한화 이글스
  - 박승훈 : 수원 파인이그스 → KIA 타이거즈
  - 배현호 : 연천 미라클 → KIA 타이거즈

- 독립야구단 이적 선수
  - 권기영 : 두산 베어스 → 연천 미라클
  - 배현호 : 키움 히어로즈 → 연천 미라클
  - 여도건 : kt 위즈 → 파주 챌린저스
  - 김민우 : kt 위즈 → 파주 챌린저스
  - 박재형 : 한화 이글스 → 파주 챌린저스
  - 이인한 : KIA 타이거즈 → 고양 위너스
  - 박진태 : KIA 타이거즈 → 고양 위너스
  - 정태승 : 롯데 자이언츠 → 성남 맥파이스
  - 김승일 : 한화 이글스 → 성남 맥파이스
  - 신현수 : 두산 베어스 → 수원 파인이그스
  - 이재성 : SSG 랜더스 → 수원 파인이그스
  - 김현종 : 롯데 자이언츠 → 수원 파인이그스

- 군 입대 (상무 야구단 입단) 선수
  - SSG 랜더스 : 전영준
  - 키움 히어로즈 : 박주성, 이강준, 이주형
  - LG 트윈스 : 송승기, 허준혁
  - 삼성 라이온즈 : 박주혁, 이재희, 이해승
  - 롯데 자이언츠 : 조세진, 한태양
  - 두산 베어스 : 박성재
  - 한화 이글스 : 정민규

- 방출(계약 해지) 선수
  - 두산 베어스 : 강산, 고봉재, 김시완, 신창희, 이기석, 이정원, 장빈, 전희범, 정유석, 조선명
  - SSG 랜더스 : 이원준
  - NC 다이노스 : 김준상, 김재균, 이민호, 이인혁, 이주형, 한건희
  - 삼성 라이언즈 : 서주원
  - 롯데 자이언츠 : 국해성, 김동우, 김주현, 김태욱, 윤명준
  - KIA 타이거즈 : 김용완, 김주섭, 나용기, 남하준, 박승훈, 박일훈, 배현호, 손호원, 송후섭, 이중석
  - kt 위즈 : 백선기, 백현수, 이동관, 한지용
  - 키움 히어로즈 : 김신회, 김정인, 김준완, 박주현, 변시원, 오윤성, 이병규, 이세호, 이영준, 이재홍, 정연제, 정현민, 홍성민
  - 한화 이글스 : 고영재, 원혁재, 이석제, 이재민, 이정재, 장웅정, 천보웅

- 방출 후 이적 선수
  - 박형준 : SSG 랜더스 → 롯데 자이언츠
  - 최수빈 : SSG 랜더스 → KIA 타이거즈

- 은퇴 선수
  - 김재유 : 롯데 자이언츠 → 은퇴
  - 나원탁 : 롯데 자이언츠 → 은퇴
  - 최민재 : 롯데 자이언츠 → 은퇴
  - 강리호 : 가평 웨일스 → 은퇴
  - 박찬희 : NC 다이노스 → 은퇴
  - 김병희 : kt 위즈 → 은퇴
  - 차우찬 : 롯데 자이언츠 → 은퇴
  - 임지섭 : LG 트윈스 → 은퇴
  - 신성현 : 두산 베어스 → 은퇴 (두산 베어스 2군 전력분석원)
  - 백동훈 : 두산 베어스 → 은퇴 (야탑고등학교 야구부 코치)
  - 권정웅 : 삼성 라이온즈 → 은퇴 (창원 다이노스 플레잉코치)
  - 박준태 : 키움 히어로즈 → 은퇴 (고양 히어로즈 외야/주루코치)
  - 박석민 : NC 다이노스 → 은퇴
  - 장원준 : 두산 베어스 → 은퇴
  - 고영창 : KIA 타이거즈 → 은퇴
  - 김지용 : 두산 베어스 → 은퇴 (두산 베어스 플레잉코치)

- 트레이드 영입 선수
  - 이원석 : 삼성 라이온즈 → 키움 히어로즈 (김태훈, 2024년 KBO 리그 신인 드래프트 3라운드 지명권과 2:1 트레이드)
  - 김태훈 : 키움 히어로즈 → 삼성 라이온즈 (이원석과 2:1 트레이드)
  - 이호연 : 롯데 자이언츠 → kt 위즈 (심재민과 1:1 트레이드)
  - 심재민 : kt 위즈 → 롯데 자이언츠 (이호연과 1:1 트레이드)
  - 강진성 : 두산 베어스 → SSG 랜더스 (김정우와 1:1 트레이드)
  - 김정우 : SSG 랜더스 → 두산 베어스 (강진성과 1:1 트레이드)
  - 김태군 : 삼성 라이온즈 → KIA 타이거즈 (류지혁과 1:1 트레이드)
  - 류지혁 : KIA 타이거즈 → 삼성 라이온즈 (김태군과 1:1 트레이드)
  - 최승민 : NC 다이노스 → LG 트윈스 (채지선과 1:1 트레이드)
  - 채지선 : LG 트윈스 → NC 다이노스 (최승민과 1:1 트레이드)
  - 김동규, 이주형 : LG 트윈스 → 키움 히어로즈 (최원태, 2024년 KBO 리그 신인 드래프트 1라운드 지명권과 3:1 트레이드)
  - 최원태 : 키움 히어로즈 → LG 트윈스 (김동규, 이주형과 3:1 트레이드)

- 방출 외국인 선수
  - 한화 이글스 : 버치 스미스 (사유 : 어깨 부상), 브라이언 오그레디 (사유 : 성적 부진 및 옆구리 부상)
  - SSG 랜더스 : 에니 로메로 (사유 : 어깨 부상)
  - 두산 베어스 : 딜런 파일 (사유 : 팔꿈치 부상)
  - kt 위즈 : 보 슐서 (사유 : 성적 부진)
  - 키움 히어로즈 : 에릭 요키시 (사유 : 허벅지 부상), 에디슨 러셀 (사유 : 손목 부상)
  - KIA 타이거즈 : 아도니스 메디나 (사유 : 성적 부진), 숀 앤더슨 (사유 : 기복있는 모습)
  - 롯데 자이언츠 : 잭 렉스 (사유 : 무릎 부상), 댄 스트레일리 (사유 : 성적 부진)
  - NC 다이노스 : 테일러 와이드너 (사유 : 기복있는 모습)
  - 삼성 라이온즈 : 앨버트 수아레즈 (사유 : 종아리 부상)

- 신규 영입 외국인 선수
  - 한화 이글스 : 리카르도 산체스, 닉 윌리엄스
  - SSG 랜더스 : 로에니스 엘리아스
  - 두산 베어스 : 브랜든 와델
  - kt 위즈 : 윌리엄 쿠에바스
  - 키움 히어로즈 : 이언 매키니, 로니 도슨
  - KIA 타이거즈 : 마리오 산체스, 토마스 파노니
  - 롯데 자이언츠 : 니코 구드럼, 애런 윌커슨
  - NC 다이노스 : 태너 털리
  - 삼성 라이온즈 : 테일러 와이드너

- 해외 진출 선수
  - 브라이언 오그레디 : 한화 이글스 → 캔자스시티 모나치스
  - 보 슐서 : kt 위즈 → 피츠버그 파이리츠[12]
  - 숀 앤더슨 : KIA 타이거즈 → 필라델피아 필리스[12]
  - 앨버트 수아레즈 : 삼성 라이온즈 → 레오네스 델 카라카스
  - 아도니스 메디나 : KIA 타이거즈 → 티그레스 델 리세이

- 국내 복귀 선수

없음
- 2024년 신인지명 선수
  - LG 트윈스[13] : 김현종, 손용준, 진우영, 김대원, 정지헌[4], 배강, 김종우, 강석현, 김도윤, 심규빈
  - kt 위즈 : 원상현, 육청명, 김민성, 최윤서[4], 신호준, 박정현, 박태완, 이근혁, 이승현, 김민석, 이승언
  - SSG 랜더스 : 박지환, 이승민, 박기호, 최현석, 정준재, 정현승, 박성빈[4], 백준서, 윤성보[4], 김규민, 변건우
  - NC 다이노스[14] : 김휘건, 임상현, 김민균, 홍유원, 최우석, 손주환, 김세훈, 원종해, 조현민, 고승완, 김재민, 김준원
  - 두산 베어스 : 김택연, 여동건, 임종성, 강태완, 박지호, 전다민, 김무빈, 손율기, 김태완, 류현준
  - KIA 타이거즈[15] : 조대현, 이상준, 김태윤, 강동훈, 최지웅, 김민주, 김민재, 강민제, 성영탁, 김두현
  - 롯데 자이언츠 : 전미르, 정현수, 이호준, 박준우, 강성우, 박성준, 이선우, 안우진, 소한빈, 전하원, 유제모
  - 삼성 라이온즈[16] : 육선엽, 박준용, 정민성, 김성경[4], 김호진, 신경민, 이현준, 이재호, 김재형, 유병선
  - 한화 이글스[17] : 황준서, 조동욱, 정안석, 황영묵, 이기창, 최준서, 이승현, 원종혁, 권현, 승지환
  - 키움 히어로즈[18] : 전준표, 김윤하, 이재상, 손현기, 이우현, 김연주, 고영우, 김주훈, 송진형, 김지성, 박채울, 박범준, 박승호, 심휘윤

## 시범 경기
- 기간 : 3월 13일 ~ 3월 28일

| 순위 | 구단          | 경기 | 승 | 무 | 패 | 승률  | 연속 | 게임차 |
| ---- | ------------- | ---- | -- | -- | -- | ----- | ---- | ------ |
| 1    | 한화 이글스   | 13   | 9  | 1  | 3  | 0.750 | 4승  | -      |
| 2    | 삼성 라이온즈 | 14   | 10 | 0  | 4  | 0.714 | 2패  | -      |
| 3    | LG 트윈스     | 14   | 8  | 0  | 6  | 0.571 | 3패  | 2.0    |
| 4    | SSG 랜더스    | 13   | 5  | 3  | 5  | 0.500 | 2승  | 3.0    |
| 4    | kt 위즈       | 14   | 6  | 2  | 6  | 0.500 | 1패  | 3.0    |
| 6    | KIA 타이거즈  | 13   | 5  | 2  | 6  | 0.455 | 2패  | 3.5    |
| 6    | 두산 베어스   | 13   | 5  | 2  | 6  | 0.455 | 2승  | 3.5    |
| 8    | NC 다이노스   | 13   | 4  | 2  | 7  | 0.364 | 1승  | 4.5    |
| 9    | 롯데 자이언츠 | 13   | 4  | 1  | 8  | 0.333 | 2승  | 5.0    |
| 10   | 키움 히어로즈 | 14   | 4  | 1  | 9  | 0.308 | 2패  | 5.5    |

## 정규 리그
- 기간 : 4월 1일 ~ 9월 10일
- 잔여 경기 기간 : 9월 12일 ~ 10월 17일

개막 경기는 2021년도 순위를 기준으로 상위 팀들의 경기장인 수원(LG:kt), 잠실(롯데:두산), 대구(NC:삼성), 고척(한화:키움), 문학(KIA:SSG) 5개 구장에서 2연전으로 펼쳐진다.

### 경우의 수
2023년에는 SSG 랜더스, NC 다이노스는 3,4위를 놓고 다투게 되었다. 우선 75승 3무 65패 SSG 랜더스는 승리와 무승부만 하면 3위가 유지된다. 한편, 75승 2무 66패 NC 다이노스는 무조건 최종전을 이기면 SSG 랜더스도 패배하면 3위 주인공은 NC 다이노스가 된다. 또 NC 다이노스가 비기고 SSG 랜더스가 질 경우에는 서로 승점도 같아지고 놀랍게도 승자승도 8승 8패로 같아진다. 근데 다득점에서 NC 다이노스가 앞서기 때문에 이 역시 NC 다이노스가 3위가 된다. 그런데 그런 기적은 없었다, NC 다이노스는 최종전에서 패했고, SSG 랜더스는 마지막 경기에서 이기면서 순위는 그대로 정해졌다. 한편, 두산 베어스의 경우에는 설령 승리하고 NC 다이노스가 지면 승점은 서로 같아지고 승자승도 8승 8패로 같아지나 득점에서 떨어져 사실상 4위로 올라갈 수는 없다. 이는 2023년 두산 베어스와 NC 다이노스와의 전체적 맞대결 다득점은 두산 베어스가 64득점이고, NC 다이노스는 66득점이기 때문이다.
| 범례 |
| --- |
| 우승한 팀 (포스트시즌 진출)                                                                                  |
| 최종전에서 이겨서 우승한 팀                                                                                  |
| 2~4위 야구팀                                                                                                 |
| 최종전 승리 (포스트시즌 진출)                                                                                |
| 최종전과 다른 경기 상관없이 포스트시즌은 확정이지만 최종전에서 패배한 팀                                     |
| 이미 포스트시즌 확정이고 최종전에서 비록 패배했지만 타경기에 의해 순위가 떨어지지 않은 팀 (단 우승팀은 제외) |
| 이미 포스트시즌 확정인데 최종전에서 승리하고 타경기 결과가 다 해결되어 순위가 역전된 팀 (우승팀은 제외)      |
| 최종전 승리와 다른 경기가 지면서 포스트시즌에 진출한 팀                                                      |
| 최종전에서 패배했지만 다른 경기에 의해 순위를 지키고 포스트시즌에 진출한 팀                                  |
| 최종전은 승리했으나 다른 경기의 결과 때문에 탈락한 팀                                                        |
| 결정적인 패배로 탈락한 팀                                                                                    |
| 5위 와일드카드 제도                                                                                          |
| 탈락 확정된 팀                                                                                               |

| 순위 | 팀명        | 승점          | SSG 랜더스 3위 | NC 다이노스 3위 |
| ---- | ----------- | ------------- | -------------- | --------------- |
| 3위  | SSG 랜더스  | 75승 3무 65패 | 승리           | 패배            |
| 4위  | NC 다이노스 | 75승 2무 66패 | 4위 확보       | 승리 / 무승부   |

| 날짜             | 원정 팀     | 득점 결과 | 홈 팀        | 장소 | 결과            |
| ---------------- | ----------- | --------- | ------------ | ---- | --------------- |
| 2021년 10월 30일 | 두산 베어스 | 0:5       | SSG 랜더스   | 인천 | 승리 / 3위 확정 |
| 2021년 10월 30일 | NC 다이노스 | 1:7       | KIA 타이거즈 | 광주 | 패배 4위 유지   |

| 순위 | 팀          | 경기수 | 승 | 무 | 패 |
| ---- | ----------- | ------ | -- | -- | -- |
| 3    | SSG 랜더스  | 144    | 76 | 3  | 65 |
| 4    | NC 다이노스 | 144    | 75 | 2  | 67 |

### 팀 순위
| 순위 | 구단          | 경기 | 승 | 무 | 패 | 승률  | 연속 | 게임차 | 포스트시즌             |
| ---- | ------------- | ---- | -- | -- | -- | ----- | ---- | ------ | ---------------------- |
| 1    | LG 트윈스     | 144  | 86 | 2  | 56 | 0.606 | 1승  | -      | 한국시리즈 진출        |
| 2    | kt 위즈       | 144  | 79 | 3  | 62 | 0.560 | 3승  | 6.5    | 플레이오프 진출        |
| 3    | SSG 랜더스    | 144  | 76 | 3  | 65 | 0.539 | 2승  | 9.5    | 준플레이오프 진출      |
| 4    | NC 다이노스   | 144  | 75 | 2  | 67 | 0.528 | 2패  | 11.0   | 와일드카드 결정전 진출 |
| 5    | 두산 베어스   | 144  | 74 | 2  | 68 | 0.521 | 3패  | 12.0   | 와일드카드 결정전 진출 |
| 6    | KIA 타이거즈  | 144  | 73 | 2  | 69 | 0.514 | 2승  | 13.0   | 진출 실패              |
| 7    | 롯데 자이언츠 | 144  | 68 | 0  | 76 | 0.472 | 1승  | 19.0   | 진출 실패              |
| 8    | 삼성 라이온즈 | 144  | 61 | 1  | 82 | 0.427 | 1패  | 25.5   | 진출 실패              |
| 9    | 한화 이글스   | 144  | 58 | 6  | 80 | 0.420 | 1패  | 26.0   | 진출 실패              |
| 10   | 키움 히어로즈 | 144  | 58 | 3  | 83 | 0.411 | 2패  | 27.5   | 진출 실패              |

### 통계

#### 타자 TOP
| 부문        | 선수                 | 기록  |
| ----------- | -------------------- | ----- |
| 타율(AVG)   | 손아섭 (NC 다이노스) | 0.339 |
| 홈런(HR)    | 노시환 (한화 이글스) | 31    |
| 타점(RBI)   | 노시환 (한화 이글스) | 101   |
| 득점(R)     | 홍창기 (LG 트윈스)   | 109   |
| 안타(H)     | 손아섭 (NC 다이노스) | 187   |
| 출루율(OBP) | 홍창기 (LG 트윈스)   | 0.444 |
| 장타율(SLG) | 최정 (SSG 랜더스)    | 0.548 |
| 도루(SB)    | 정수빈 (두산 베어스) | 39    |

#### 투수 TOP
| 부문            | 선수                      | 기록  |
| --------------- | ------------------------- | ----- |
| 승리(W)         | 에릭 페디 (NC 다이노스)   | 20    |
| 평균자책점(ERA) | 에릭 페디 (NC 다이노스)   | 2.00  |
| 탈삼진(SO)      | 에릭 페디 (NC 다이노스)   | 209   |
| 세이브(SV)      | 서진용 (SSG 랜더스)       | 42    |
| 홀드(HLD)       | 박영현 (kt 위즈)          | 32    |
| 승률(WPCT)      | 윌리엄 쿠에바스 (kt 위즈) | 1.000 |

### 시즌 1호 기록
- 1호 안타 : KIA 타이거즈 박찬호
- 1호 볼넷 : 두산 베어스 허경민
- 1호 사구 : 키움 히어로즈 이형종
- 1호 도루 : KIA 타이거즈 김도영
- 1호 도루 저지 : NC 다이노스 박세혁
- 1호 타점 : KIA 타이거즈 소크라테스 브리토
- 1호 득점 : KIA 타이거즈 박찬호
- 1호 홈런 : SSG 랜더스 추신수
- 1호 백투백 홈런 : 삼성 라이온즈 오재일, 김동엽
- 1호 희생타 : KIA 타이거즈 소크라테스 브리토
- 1호 끝내기 : 키움 히어로즈 이형종
- 1호 실책 : 두산 베어스 라울 알칸타라
- 1호 폭투 : 롯데 자이언츠 댄 스트레일리
- 1호 병살타 : 두산 베어스 정수빈
- 1호 삼진 투수 : 두산 베어스 라울 알칸타라
- 1호 피삼진 타자 : 롯데 자이언츠 안권수
- 1호 비디오 판독 : NC 다이노스 제이슨 마틴
- 1호 승리 투수 : kt 위즈 웨스 벤자민
- 1호 패전 투수 : LG 트윈스 케이시 켈리
- 1호 무승부 투수 : kt 위즈 손동현, 한화 이글스 윤대경
- 1호 홀드 : SSG 랜더스 최민준, 노경은, 고효준
- 1호 세이브 : SSG 랜더스 서진용

### 개인 달성 기록

#### 4월
- 김광현(SSG 랜더스)은 4월 1일 문학에서 열린 KIA와의 경기에서 역대 5번째 통산 150승을 달성했다.
- 안치홍(롯데 자이언츠)은 4월 1일 잠실에서 열린 두산과의 경기에서 역대 62번째 통산 1500경기 출장을 달성했다.
- 서건창(LG 트윈스)은 4월 2일 수원에서 열린 kt와의 경기에서 역대 44번째 통산 800득점을 달성했다.
- 이원석(삼성 라이온즈)은 4월 4일 대구에서 열린 한화와의 경기에서 역대 67번째 통산 500사사구를 달성했다.
- 오지환(LG 트윈스)은 4월 5일 고척에서 열린 키움과의 경기에서 역대 45번째 통산 2300루타를 달성했다.
- 김현수(LG 트윈스)는 4월 6일 고척에서 열린 키움과의 경기에서 역대 12번째 통산 2100안타를 달성했다.
- 채은성(한화 이글스)은 4월 6일 대구에서 열린 삼성과의 경기에서 역대 73번째 통산 600타점을 달성했다.
- 박종훈(SSG 랜더스)은 4월 7일 대전에서 열린 한화와의 경기에서 역대 86번째 통산 네 자릿수 이닝을 달성했다.
- 김민성(LG 트윈스)은 4월 7일 잠실에서 열린 삼성과의 경기에서 역대 63번째 통산 2000루타를 달성했다.
- 채은성(한화 이글스)은 4월 7일 대전에서 열린 SSG와의 경기에서 역대 114번째 통산 네 자릿수 안타를 달성했다.
- 정우영(LG 트윈스)은 4월 8일 잠실에서 열린 삼성과의 경기에서 역대 14번째 통산 세 자릿수 홀드를 달성했다.
- 최재훈(한화 이글스)은 4월 9일 대전에서 열린 SSG와의 경기에서 역대 176번째 통산 네 자릿수 경기 출장을 달성했다.
- 박민우(NC 다이노스)는 4월 11일 창원에서 열린 kt와의 경기에서 역대 80번째 통산 1200안타를 달성했다.
- 이용찬(NC 다이노스)은 4월 11일 창원에서 열린 kt와의 경기에서 역대 13번째 통산 130세이브를 달성했다.
- 김재환(두산 베어스)은 4월 11일 잠실에서 열린 키움과의 경기에서 역대 41번째 통산 800타점을 달성했다.
- 최정(SSG 랜더스)은 4월 12일 대구에서 열린 삼성과의 경기에서 역대 17번째 통산 2000안타를 달성했다.
- 손아섭(NC 다이노스)은 4월 12일 창원에서 열린 kt와의 경기에서 역대 10번째 통산 3200루타를 달성했다.
- 오재일(삼성 라이온즈)은 4월 13일 대구에서 열린 SSG와의 경기에서 역대 101번째 통산 1100안타를 달성했다.
- 이지영(키움 히어로즈)은 4월 14일 고척에서 열린 KIA와의 경기에서 역대 114번째 통산 1200경기 출장을 달성했다.
- 장성우(kt 위즈)는 4월 14일 수원에서 열린 한화와의 경기에서 역대 137번째 통산 1100경기 출장을 달성했다.
- 최형우(KIA 타이거즈)는 4월 15일 고척에서 열린 키움과의 경기에서 역대 5번째 통산 2200안타를 달성했다.
- 손아섭(NC 다이노스)은 4월 15일 문학에서 열린 SSG와의 경기에서 역대 9번째 통산 7000타수를 달성했다.
- 강민호(삼성 라이온즈)는 4월 15일 대구에서 열린 롯데와의 경기에서 역대 8번째 통산 150사구를 달성했다.
- 최정(SSG 랜더스)은 4월 16일 문학에서 열린 NC와의 경기에서 역대 10번째 통산 7000타수를 달성했다.
- 이용규(키움 히어로즈)는 4월 16일 고척에서 열린 KIA와의 경기에서 역대 11번째 통산 네 자릿수 사사구를 달성했다.
- 손아섭(NC 다이노스)은 4월 16일 문학에서 열린 SSG와의 경기에서 역대 21번째 통산 900사사구를 달성했다.
- 정수빈(두산 베어스)은 4월 16일 잠실에서 열린 LG와의 경기에서 역대 81번째 통산 1200안타를 달성했다.
- 김민성(LG 트윈스)은 4월 19일 잠실에서 열린 NC와의 경기에서 역대 55번째 통산 5000타수를 달성했다.
- 김재윤(kt 위즈)은 4월 19일 수원에서 열린 SSG와의 경기에서 역대 10번째 통산 140세이브를 달성했다.
- 김선빈(KIA 타이거즈)은 4월 19일 사직에서 열린 롯데와의 경기에서 역대 79번째 통산 1400경기 출장을 달성했다.
- 이원석(삼성 라이온즈)은 4월 19일 고척에서 열린 키움과의 경기에서 역대 39번째 통산 1700경기 출장을 달성했다.
- 양의지(두산 베어스)는 4월 19일 대전에서 열린 한화와의 경기에서 역대 49번째 통산 1600경기 출장을 달성했다.
- 노수광(한화 이글스)은 4월 19일 대전에서 열린 두산과의 경기에서 역대 8번째 희생플라이 2타점을 달성했다.
- 김민성(LG 트윈스)은 4월 20일 잠실에서 열린 NC와의 경기에서 역대 50번째 통산 1600경기 출장을 달성했다.
- 채은성(한화 이글스)은 4월 20일 대전에서 열린 두산과의 경기에서 역대 102번째 통산 세 자릿수 홈런을 달성했다.
- 구자욱(삼성 라이온즈)은 4월 21일 광주에서 열린 KIA와의 경기에서 역대 82번째 통산 1200안타를 달성했다.
- 양현종(KIA 타이거즈)은 4월 22일 광주에서 열린 삼성과의 경기에서 역대 3번째 통산 160승을 달성했다.
- 오재일(삼성 라이온즈)은 4월 26일 대구에서 열린 두산과의 경기에서 역대 95번째 통산 1300경기 출장을 달성했다.
- 최정(SSG 랜더스)은 4월 28일 문학에서 열린 두산과의 경기에서 역대 4번째 통산 3700루타를 달성했다.
- 강민호(삼성 라이온즈)는 4월 28일 수원에서 열린 kt와의 경기에서 역대 13번째 통산 1100타점을 달성했다.
- 김규성(KIA 타이거즈)은 4월 29일 잠실에서 열린 LG와의 경기에서 역대 40번째 홈 스틸을 달성했다.
- 전준우(롯데 자이언츠)는 4월 30일 사직에서 열린 키움과의 경기에서 역대 33번째 통산 2600루타를 달성했다.

#### 5월
- 전준우(롯데 자이언츠)는 5월 3일 광주에서 열린 KIA와의 경기에서 역대 63번째 통산 1500경기 출장을 달성했다.
- 이정후(키움 히어로즈)는 5월 5일 고척에서 열린 SSG와의 경기에서 역대 102번째 통산 1100안타를 달성했다.
- 최주환(SSG 랜더스)은 5월 6일 고척에서 열린 키움과의 경기에서 역대 103번째 통산 세 자릿수 홈런을 달성했다.
- 김혜성(키움 히어로즈)은 5월 6일 고척에서 열린 SSG와의 경기에서 역대 43번째 6년 연속 두 자릿수 도루를 달성했다.
- 김상수(kt 위즈)는 5월 9일 수원에서 열린 NC와의 경기에서 역대 54번째 통산 1400안타를 달성했다.
- 최정(SSG 랜더스)은 5월 10일 광주에서 열린 KIA와의 경기에서 역대 2번째 통산 1300득점을 달성했다.
- 최형우(KIA 타이거즈)는 5월 10일 광주에서 열린 SSG와의 경기에서 역대 3번째 통산 3800루타를 달성했다.
- 박민우(NC 다이노스)는 5월 10일 수원에서 열린 kt와의 경기에서 역대 42번째 통산 세 자릿수 사구를 달성했다.
- 정우람(한화 이글스)은 5월 11일 대전에서 열린 삼성과의 경기에서 역대 4번째 통산 140홀드를 달성했다.
- 김태군(삼성 라이온즈)은 5월 14일 대구에서 열린 LG와의 경기에서 역대 115번째 통산 1200경기 출장을 달성했다.
- 김민성(LG 트윈스)은 5월 16일 잠실에서 열린 kt와의 경기에서 역대 58번째 통산 700타점을 달성했다.
- 박동원(LG 트윈스)은 5월 16일 잠실에서 열린 kt와의 경기에서 역대 70번째 5년 연속 두 자릿수 홈런을 달성했다.
- 박병호(kt 위즈)는 5월 16일 잠실에서 열린 LG와의 경기에서 역대 29번째 통산 900득점을 달성했다.
- 김선빈(KIA 타이거즈)은 5월 17일 대구에서 열린 삼성과의 경기에서 역대 55번째 통산 1400안타를 달성했다.
- 박민우(NC 다이노스)는 5월 17일 창원에서 열린 SSG와의 경기에서 역대 13번째 10년 연속 두 자릿수 도루를 달성했다.
- 한현희(롯데 자이언츠)는 5월 18일 대전에서 열린 한화와의 경기에서 역대 87번째 통산 네 자릿수 이닝을 달성했다.
- 박건우(NC 다이노스)는 5월 19일 창원에서 열린 삼성과의 경기에서 역대 104번째 통산 세 자릿수 홈런을 달성했다.
- 김재환(두산 베어스)은 5월 19일 수원에서 열린 kt와의 경기에서 역대 56번째 통산 600사사구를 달성했다.
- 최정(SSG 랜더스)은 5월 20일 사직에서 열린 롯데와의 경기에서 역대 1번째 통산 320사구를 달성했다.
- 손아섭(NC 다이노스)은 5월 20일 창원에서 열린 삼성과의 경기에서 역대 5번째 통산 400번째 2루타를 달성했다.
- 양현종(KIA 타이거즈)은 5월 21일 광주에서 열린 키움과의 경기에서 역대 4번째 통산 2200이닝을 달성했다.
- 구자욱(삼성 라이온즈)은 5월 21일 창원에서 열린 NC와의 경기에서 역대 177번째 통산 네 자릿수 경기 출장을 달성했다.
- 박건우(NC 다이노스)는 5월 23일 사직에서 열린 롯데와의 경기에서 역대 83번째 통산 1200안타를 달성했다.
- 강민호(삼성 라이온즈)는 5월 23일 잠실에서 열린 두산과의 경기에서 역대 19번째 통산 1900안타를 달성했다.
- 구승민(롯데 자이언츠)은 5월 23일 사직에서 열린 NC와의 경기에서 역대 11번째 4년 연속 두 자릿수 홀드를 달성했다.
- 김원중(롯데 자이언츠)은 5월 23일 사직에서 열린 NC와의 경기에서 역대 16번째 4년 연속 두 자릿수 세이브를 달성했다.
- 장원준(두산 베어스)은 5월 23일 잠실에서 열린 삼성과의 경기에서 역대 11번째 통산 130승을 달성했다.
- 안치홍(롯데 자이언츠)은 5월 24일 사직에서 열린 NC와의 경기에서 역대 42번째 통산 800타점을 달성했다.
- 정수빈(두산 베어스)은 5월 24일 잠실에서 열린 삼성과의 경기에서 역대 62번째 5년 연속 두 자릿수 도루를 달성했다.
- 백정현(삼성 라이온즈)은 5월 25일 잠실에서 열린 두산과의 경기에서 역대 88번째 통산 네 자릿수 이닝을 달성했다.
- 안치홍(롯데 자이언츠)은 5월 25일 사직에서 열린 NC와의 경기에서 역대 35번째 통산 1600안타를 달성했다.
- 박해민(LG 트윈스)은 5월 26일 광주에서 열린 KIA와의 경기에서 역대 86번째 통산 500사사구를 달성했다.
- 김상수(롯데 자이언츠)는 5월 26일 고척에서 열린 키움과의 경기에서 역대 11번째 통산 110홀드를 달성했다.
- 강민호(삼성 라이온즈)는 5월 28일 대구에서 열린 kt와의 경기에서 역대 11번째 통산 3200루타를 달성했다.
- 정우영(LG 트윈스)은 5월 30일 잠실에서 열린 롯데와의 경기에서 역대 5번째 5년 연속 두 자릿수 홀드를 달성했다.
- 홍창기(LG 트윈스)는 5월 30일 잠실에서 열린 롯데와의 경기에서 역대 85번째 4년 연속 두 자릿수 도루를 달성했다.
- 양의지(두산 베어스)는 5월 31일 창원에서 열린 NC와의 경기에서 역대 34번째 통산 2600루타를 달성했다.

#### 6월
- 최정(SSG 랜더스)은 6월 1일 문학에서 열린 삼성과의 경기에서 역대 1번째 18년 연속 두 자릿수 홈런, 역대 4번째 통산 1400타점을 달성했다.
- 박동원(LG 트윈스)은 6월 1일 잠실에서 열린 롯데와의 경기에서 역대 109번째 통산 500타점을 달성했다.
- 오태곤(SSG 랜더스)은 6월 2일 문학에서 열린 키움과의 경기에서 역대 178번째 통산 네 자릿수 경기 출장을 달성했다.
- 오지환(LG 트윈스)은 6월 2일 잠실에서 열린 NC와의 경기에서 역대 43번째 통산 1500안타를 달성했다.
- 오재일(삼성 라이온즈)은 6월 2일 대전에서 열린 한화와의 경기에서 역대 43번째 통산 800타점을 달성했다.
- 김성현(SSG 랜더스)은 6월 3일 문학에서 열린 키움과의 경기에서 역대 112번째 통산 500득점을 달성했다.
- 김상수(kt 위즈)는 6월 3일 수원에서 열린 두산과의 경기에서 역대 51번째 통산 1600경기 출장을 달성했다.
- 황재균(kt 위즈)은 6월 3일 수원에서 열린 두산과의 경기에서 역대 42번째 통산 700사사구를 달성했다.
- 전준우(롯데 자이언츠)는 6월 3일 사직에서 열린 KIA와의 경기에서 역대 30번째 통산 1700안타를 달성했다.
- 임창민(키움 히어로즈)은 6월 4일 문학에서 열린 SSG와의 경기에서 역대 20번째 통산 세 자릿수 세이브를 달성했다.
- 이정후(키움 히어로즈)는 6월 8일 고척에서 열린 LG와의 경기에서 역대 110번째 통산 500타점을 달성했다.
- 전준우(롯데 자이언츠)는 6월 8일 사직에서 열린 kt와의 경기에서 역대 57번째 통산 600사사구를 달성했다.
- 에릭 페디(NC 다이노스)는 6월 9일 창원에서 열린 SSG와의 경기에서 역대 3번째 최소 경기(12경기) 두 자릿수 승을 달성했다.
- 오재일(삼성 라이온즈)은 6월 10일 대구에서 열린 롯데와의 경기에서 역대 34번째 통산 200홈런을 달성했다.
- 김현수(LG 트윈스)는 6월 11일 대전에서 열린 한화와의 경기에서 역대 8번째 통산 3300루타를 달성했다.
- 오지환(LG 트윈스)은 6월 11일 대전에서 열린 한화와의 경기에서 역대 30번째 통산 900득점을 달성했다.
- 박병호(kt 위즈)는 6월 11일 수원에서 열린 키움과의 경기에서 역대 28번째 통산 2700루타를 달성했다.
- 박해민(LG 트윈스)은 6월 13일 잠실에서 열린 삼성과의 경기에서 역대 96번째 통산 1300경기 출장을 달성했다.
- 박민우(NC 다이노스)는 6월 13일 창원에서 열린 두산과의 경기에서 역대 86번째 통산 200번째 2루타를 달성했다.
- 김재환(두산 베어스)은 6월 13일 창원에서 열린 NC와의 경기에서 역대 56번째 통산 2100루타를 달성했다.
- 김상수(kt 위즈)는 6월 14일 문학에서 열린 SSG와의 경기에서 역대 58번째 통산 600사사구를 달성했다.
- 손아섭(NC 다이노스)은 6월 14일 창원에서 열린 두산과의 경기에서 역대 3번째 통산 2300안타를 달성했다.
- 양의지(두산 베어스)는 6월 14일 창원에서 열린 NC와의 경기에서 역대 36번째 통산 1600안타를 달성했다.
- 정수빈(두산 베어스)은 6월 14일 창원에서 열린 NC와의 경기에서 역대 19번째 통산 250도루를 달성했다.
- 김현수(LG 트윈스)는 6월 15일 잠실에서 열린 삼성과의 경기에서 역대 6번째 통산 400번째 2루타, 역대 12번째 통산 1100득점을 달성했다.
- 안치홍(롯데 자이언츠)은 6월 15일 사직에서 열린 한화와의 경기에서 역대 45번째 통산 800득점을 달성했다.
- 양의지(두산 베어스)는 6월 15일 창원에서 열린 NC와의 경기에서 역대 44번째 통산 600볼넷을 달성했다.
- 최주환(SSG 랜더스)은 6월 16일 문학에서 열린 롯데와의 경기에서 역대 115번째 통산 네 자릿수 안타, 역대 87번째 통산 200번째 2루타를 달성했다.
- 오지환(LG 트윈스)은 6월 16일 잠실에서 열린 두산과의 경기에서 역대 31번째 통산 700볼넷을 달성했다.
- 최형우(KIA 타이거즈)는 6월 16일 광주에서 열린 NC와의 경기에서 역대 17번째 통산 2000경기 출장을 달성했다.
- 박석민(NC 다이노스)은 6월 16일 광주에서 열린 KIA와의 경기에서 역대 2번째 통산 210사구를 달성했다.
- 김영웅(삼성 라이온즈)은 6월 16일 수원에서 열린 kt와의 경기에서 역대 91번째 인사이드 더 파크 홈런을 달성했다.
- 오스틴 딘(LG 트윈스)은 6월 18일 잠실에서 열린 두산과의 경기에서 역대 92번째 인사이드 더 파크 홈런을 달성했다.
- 채은성(한화 이글스)은 6월 18일 대전에서 열린 키움과의 경기에서 역대 50번째 6년 연속 두 자릿수 홈런을 달성했다.
- 김현수(LG 트윈스)는 6월 20일 창원에서 열린 NC와의 경기에서 역대 12번째 통산 네 자릿수 사사구를 달성했다.
- 김재윤(kt 위즈)은 6월 20일 수원에서 열린 롯데와의 경기에서 역대 17번째 4년 연속 두 자릿수 세이브를 달성했다.
- 최형우(KIA 타이거즈)는 6월 20일 대전에서 열린 한화와의 경기에서 역대 1번째 통산 1500타점을 달성했다.
- 손아섭(NC 다이노스)은 6월 20일 창원에서 열린 LG와의 경기에서 역대 9번째 통산 3300루타를 달성했다.
- 이원석(키움 히어로즈)은 6월 21일 대구에서 열린 삼성과의 경기에서 역대 57번째 통산 2100루타를 달성했다.
- 박해민(LG 트윈스)은 6월 21일 창원에서 열린 NC와의 경기에서 역대 10번째 통산 350도루를 달성했다.
- 황재균(kt 위즈)은 6월 21일 수원에서 열린 롯데와의 경기에서 역대 21번째 통산 3000루타를 달성했다.
- 최정(SSG 랜더스)은 6월 22일 잠실에서 열린 두산과의 경기에서 역대 8번째 통산 2100경기 출장을 달성했다.
- 정수빈(두산 베어스)은 6월 22일 잠실에서 열린 SSG와의 경기에서 역대 87번째 통산 500사사구를 달성했다.
- 김광현(SSG 랜더스)은 6월 23일 문학에서 열린 삼성과의 경기에서 역대 10번째 통산 1900이닝을 달성했다.
- 최정(SSG 랜더스)은 6월 23일 문학에서 열린 삼성과의 경기에서 역대 4번째 통산 3800루타를 달성했다.
- 박건우(NC 다이노스)는 6월 23일 창원에서 열린 한화와의 경기에서 역대 138번째 통산 1100경기 출장을 달성했다.
- 추신수(SSG 랜더스)는 6월 24일 문학에서 열린 삼성과의 경기에서 역대 13번째 2경기 연속 리드오프 홈런을 달성했다.
- 아담 플럿코(LG 트윈스)는 6월 24일 잠실에서 열린 롯데와의 경기에서 역대 6번째 선발 두 자릿수 승 무패를 달성했다.
- 강민호(삼성 라이온즈)는 6월 25일 문학에서 열린 SSG와의 경기에서 역대 11번째 통산 7000타수를 달성했다.
- 임찬규(LG 트윈스)는 6월 27일 문학에서 열린 SSG와의 경기에서 역대 89번째 통산 네 자릿수 이닝을 달성했다.
- 김광현(SSG 랜더스)은 6월 30일 고척에서 열린 키움과의 경기에서 역대 11번째 통산 8000타자 상대를 달성했다.
- 최주환(SSG 랜더스)은 6월 30일 고척에서 열린 키움과의 경기에서 역대 116번째 통산 1200경기 출장을 달성했다.
- 이원석(키움 히어로즈)은 6월 30일 고척에서 열린 SSG와의 경기에서 역대 56번째 통산 1400안타를 달성했다.
- 박병호(kt 위즈)는 6월 30일 수원에서 열린 NC와의 경기에서 역대 64번째 통산 1500경기 출장을 달성했다.
- 손아섭(NC 다이노스)은 6월 30일 수원에서 열린 kt와의 경기에서 역대 27번째 통산 1900경기 출장을 달성했다.
- 오재일(삼성 라이온즈)은 6월 30일 대구에서 열린 한화와의 경기에서 역대 51번째 통산 250번째 2루타를 달성했다.

#### 7월
- 허경민(두산 베어스)은 7월 1일 울산에서 열린 롯데와의 경기에서 역대 70번째 통산 1300안타를 달성했다.
- 김재웅(키움 히어로즈)은 7월 2일 고척에서 열린 SSG와의 경기에서 역대 33번째 3년 연속 두 자릿수 홀드를 달성했다.
- 고우석(LG 트윈스)은 7월 2일 잠실에서 열린 KIA와의 경기에서 역대 14번째 통산 130세이브를 달성했다.
- 강민호(삼성 라이온즈)는 7월 2일 대구에서 열린 한화와의 경기에서 역대 9번째 14년 연속 두 자릿수 홈런을 달성했다.
- 오승환(삼성 라이온즈)은 7월 2일 대구에서 열린 한화와의 경기에서 역대 1번째 통산 380세이브, 역대 18번째 4년 연속 두 자릿수 세이브를 달성했다.
- 김혜성(키움 히어로즈)은 7월 4일 고척에서 열린 NC와의 경기에서 역대 116번째 4년 연속 세 자릿수 안타를 달성했다.
- 이원석(키움 히어로즈)은 7월 4일 고척에서 열린 NC와의 경기에서 역대 59번째 통산 600사사구를 달성했다.
- 김재환(두산 베어스)은 7월 4일 포항에서 열린 삼성과의 경기에서 역대 66번째 통산 700득점을 달성했다.
- 양의지(두산 베어스)는 7월 4일 포항에서 열린 삼성과의 경기에서 역대 32번째 통산 300번째 2루타를 달성했다.
- 나성범(KIA 타이거즈)은 7월 5일 문학에서 열린 SSG와의 경기에서 역대 35번째 통산 2600루타를 달성했다.
- 박동원(LG 트윈스)은 7월 6일 잠실에서 열린 kt와의 경기에서 역대 139번째(공동) 통산 1100경기 출장을 달성했다.
- 케이시 켈리(LG 트윈스)는 7월 6일 잠실에서 열린 kt와의 경기에서 역대 62번째 5년 연속 세 자릿수 이닝을 달성했다.
- 최형우(KIA 타이거즈)는 7월 6일 문학에서 열린 SSG와의 경기에서 역대 2번째 16년 연속 두 자릿수 홈런을 달성했다.
- 이용찬(NC 다이노스)은 7월 6일 고척에서 열린 키움과의 경기에서 역대 11번째 통산 140세이브를 달성했다.
- 안치홍(롯데 자이언츠)은 7월 6일 대전에서 열린 한화와의 경기에서 역대 41번째 통산 2400루타를 달성했다.
- 유강남(롯데 자이언츠)은 7월 6일 대전에서 열린 한화와의 경기에서 역대 139번째(공동) 통산 1100경기 출장을 달성했다.
- 박해민(LG 트윈스)은 7월 8일 사직에서 열린 롯데와의 경기에서 역대 14번째 10년 연속 두 자릿수 도루를 달성했다.
- 박민우(NC 다이노스)는 7월 8일 창원에서 열린 삼성과의 경기에서 역대 141번째 통산 1100경기 출장을 달성했다.
- 최형우(KIA 타이거즈)는 7월 9일 수원에서 열린 kt와의 경기에서 역대 7번째 통산 1200득점을 달성했다.
- 이정후(키움 히어로즈)는 7월 11일 고척에서 열린 kt와의 경기에서 역대 40번째 7년 연속 세 자릿수 안타를 달성했다.
- 김재윤(kt 위즈)은 7월 11일 고척에서 열린 키움과의 경기에서 역대 9번째 통산 150세이브를 달성했다.
- 김혜성(키움 히어로즈)은 7월 12일 고척에서 열린 kt와의 경기에서 역대 10번째 6년 연속 20도루를 달성했다.
- 고영표(kt 위즈)는 7월 13일 고척에서 열린 키움과의 경기에서 역대 63번째 5년 연속 세 자릿수 이닝을 달성했다.
- 손아섭(NC 다이노스)은 7월 13일 창원에서 열린 롯데와의 경기에서 역대 5번째 14년 연속 세 자릿수 안타를 달성했다.
- 임창민(키움 히어로즈)은 7월 22일 사직에서 열린 롯데와의 경기에서 역대 16번째 통산 110세이브를 달성했다.
- 최원태(키움 히어로즈)는 7월 23일 사직에서 열린 롯데와의 경기에서 역대 28번째 7년 연속 세 자릿수 이닝을 달성했다.
- 안치홍(롯데 자이언츠)은 7월 23일 사직에서 열린 키움과의 경기에서 역대 60번째 통산 600사사구를 달성했다.
- 구승민(롯데 자이언츠)은 7월 26일 잠실에서 열린 두산과의 경기에서 역대 15번째 통산 세 자릿수 홀드를 달성했다.
- 최정(SSG 랜더스)은 7월 27일 대구에서 열린 삼성과의 경기에서 역대 3번째 8년 연속 20홈런을 달성했다.
- 박병호(kt 위즈)는 7월 27일 수원에서 열린 LG와의 경기에서 역대 14번째 통산 1100타점을 달성했다.
- 우규민(삼성 라이온즈)은 7월 27일 대구에서 열린 SSG와의 경기에서 역대 16번째 통산 세 자릿수 홀드를 달성했다.
- 박병호(kt 위즈)는 7월 28일 창원에서 열린 NC와의 경기에서 역대 56번째 통산 5000타수를 달성했다.
- 강민호(삼성 라이온즈)는 7월 30일 고척에서 열린 키움과의 경기에서 역대 31번째 통산 900득점을 달성했다.

#### 8월
- 오지환(LG 트윈스)은 8월 1일 잠실에서 열린 키움과의 경기에서 역대 8번째 12년 연속 두 자릿수 도루, 역대 20번째 통산 250도루를 달성했다.
- 박해민(LG 트윈스)은 8월 2일 잠실에서 열린 키움과의 경기에서 역대 57번째 통산 1400안타를 달성했다.
- 오지환(LG 트윈스)은 8월 2일 잠실에서 열린 키움과의 경기에서 역대 40번째 통산 1700경기 출장을 달성했다.
- 박경수(kt 위즈)는 8월 2일 수원에서 열린 SSG와의 경기에서 역대 23번째 통산 900사사구를 달성했다.
- 양현종(KIA 타이거즈)은 8월 2일 포항에서 열린 삼성과의 경기에서 역대 7번째 10년 연속 세 자릿수 이닝을 달성했다.
- 이용규(키움 히어로즈)는 8월 3일 잠실에서 열린 LG와의 경기에서 역대 12번째 통산 7000타수를 달성했다.
- 박세웅(롯데 자이언츠)은 8월 3일 사직에서 열린 NC와의 경기에서 역대 67번째 통산 1100이닝을 달성했다.
- 김재환(두산 베어스)은 8월 3일 대전에서 열린 한화와의 경기에서 역대 117번째 통산 1200경기 출장을 달성했다.
- 박해민(LG 트윈스)은 8월 4일 대구에서 열린 삼성과의 경기에서 역대 88번째 통산 200번째 2루타를 달성했다.
- 황재균(kt 위즈)은 8월 4일 잠실에서 열린 두산과의 경기에서 역대 28번째 통산 1900경기 출장을 달성했다.
- 구자욱(삼성 라이온즈)은 8월 5일 대구에서 열린 LG와의 경기에서 역대 64번째 통산 2000루타, 역대 53번째 통산 200번째 2루타를 달성했다.
- 최정(SSG 랜더스)은 8월 9일 문학에서 열린 NC와의 경기에서 역대 2번째 통산 450홈런을 달성했다.
- 최형우(KIA 타이거즈)는 8월 9일 광주에서 열린 LG와의 경기에서 역대 2번째 통산 3900루타를 달성했다.
- 고우석(LG 트윈스)은 8월 11일 잠실에서 열린 키움과의 경기에서 역대 6번째 5년 연속 두 자릿수 세이브를 달성했다.
- 박해민(LG 트윈스)은 8월 11일 잠실에서 열린 키움과의 경기에서 역대 111번째 통산 500타점을 달성했다.
- 정수빈(두산 베어스)은 8월 11일 대전에서 열린 한화와의 경기에서 역대 2번째 통산 80번째 3루타를 달성했다.
- 최정(SSG 랜더스)은 8월 12일 문학에서 열린 삼성과의 경기에서 역대 87번째 5년 연속 세 자릿수 안타를 달성했다.
- 김현수(LG 트윈스)는 8월 12일 잠실에서 열린 키움과의 경기에서 역대 29번째 통산 1500경기 출장을 달성했다.
- 정우영(LG 트윈스)은 8월 12일 잠실에서 열린 키움과의 경기에서 역대 18번째 5년 연속 50경기 출장을 달성했다.
- 전준우(롯데 자이언츠)는 8월 12일 사직에서 열린 KIA와의 경기에서 역대 16번째 통산 350번째 2루타, 역대 29번째 통산 2700루타를 달성했다.
- 채은성(한화 이글스)은 8월 12일 대전에서 열린 두산과의 경기에서 역대 64번째 6년 연속 세 자릿수 안타를 달성했다.
- 정수빈(두산 베어스)은 8월 12일 대전에서 열린 한화와의 경기에서 역대 65번째 통산 1500안타를 달성했다.
- 김강민(SSG 랜더스)은 8월 13일 문학에서 열린 삼성과의 경기에서 역대 46번째 통산 800득점을 달성했다.
- 오재일(삼성 라이온즈)은 8월 13일 문학에서 열린 SSG와의 경기에서 역대 65번째 통산 2000루타를 달성했다.
- 김현수(LG 트윈스)는 8월 15일 대구에서 열린 삼성과의 경기에서 역대 6번째 14년 연속 세 자릿수 안타를 달성했다.
- 김재윤(kt 위즈)은 8월 15일 잠실에서 열린 두산과의 경기에서 역대 6번째 4년 연속 20세이브를 달성했다.
- 우규민(삼성 라이온즈)은 8월 15일 대구에서 열린 LG와의 경기에서 역대 12번째 4년 연속 두 자릿수 홀드를 달성했다.
- 박해민(LG 트윈스)은 8월 16일 대구에서 열린 삼성과의 경기에서 역대 15번째 9년 연속 세 자릿수 안타를 달성했다.
- 박건우(NC 다이노스)는 8월 16일 창원에서 열린 한화와의 경기에서 역대 21번째 8년 연속 세 자릿수 안타를 달성했다.
- 김원중(롯데 자이언츠)은 8월 16일 사직에서 열린 SSG와의 경기에서 역대 21번째 통산 세 자릿수 세이브를 달성했다.
- 강민호(삼성 라이온즈)는 8월 17일 대구에서 열린 LG와의 경기에서 역대 17번째 통산 2200경기 출장을 달성했다.
- 구자욱(삼성 라이온즈)은 8월 17일 대구에서 열린 LG와의 경기에서 역대 16번째 9년 연속 세 자릿수 안타를 달성했다.
- 박병호(kt 위즈)는 8월 18일 대전에서 열린 한화와의 경기에서 역대 13번째 11년 연속 두 자릿수 홈런을 달성했다.
- 박찬호(KIA 타이거즈)는 8월 18일 대구에서 열린 삼성과의 경기에서 역대 88번째 5년 연속 세 자릿수 안타를 달성했다.
- 강민호(삼성 라이온즈)는 8월 18일 대구에서 열린 KIA와의 경기에서 역대 17번째 통산 350번째 2루타를 달성했다.
- 안치홍(롯데 자이언츠)은 8월 18일 고척에서 열린 키움과의 경기에서 역대 41번째 7년 연속 세 자릿수 안타를 달성했다.
- 박병호(kt 위즈)는 8월 19일 대전에서 열린 한화와의 경기에서 역대 58번째 통산 1400안타를 달성했다.
- 김재호(두산 베어스)는 8월 19일 잠실에서 열린 NC와의 경기에서 역대 41번째 통산 1700경기 출장을 달성했다.
- 김현수(LG 트윈스)는 8월 20일 문학에서 열린 LG와의 경기에서 역대 6번째 통산 2200안타를 달성했다.
- 오승환(삼성 라이온즈)은 8월 20일 대구에서 열린 KIA와의 경기에서 역대 1번째 통산 390세이브, 역대 14번째 3년 연속 20세이브를 달성했다.
- 양의지(두산 베어스)는 8월 22일 고척에서 열린 키움과의 경기에서 역대 15번째 10년 연속 두 자릿수 홈런을 달성했다.
- 양의지(두산 베어스)는 8월 23일 고척에서 열린 키움과의 경기에서 역대 47번째 통산 800득점을 달성했다.
- 허경민(두산 베어스)은 8월 23일 고척에서 열린 키움과의 경기에서 역대 81번째 통산 1400경기 출장을 달성했다.
- 최정(SSG 랜더스)은 8월 24일 문학에서 열린 NC와의 경기에서 역대 13번째 통산 2100안타를 달성했다.
- 최주환(SSG 랜더스)은 8월 24일 문학에서 열린 NC와의 경기에서 역대 113번째 통산 500득점을 달성했다.
- 김혜성(키움 히어로즈)은 8월 25일 대구에서 열린 삼성과의 경기에서 역대 21번째 3년 연속 150안타를 달성했다.
- 김재윤(kt 위즈)은 8월 25일 사직에서 열린 롯데와의 경기에서 역대 8번째 통산 160세이브를 달성했다.
- 서진용(SSG 랜더스)은 8월 26일 잠실에서 열린 두산과의 경기에서 역대 19번째 5년 연속 50경기 출장을 달성했다.
- 오지환(LG 트윈스)은 8월 26일 창원에서 열린 NC와의 경기에서 역대 42번째 통산 2400루타를 달성했다.
- 배제성(kt 위즈)은 8월 26일 사직에서 열린 롯데와의 경기에서 역대 6번째 5년 연속 세 자릿수 이닝을 달성했다.
- 고종욱(KIA 타이거즈)은 8월 26일 광주에서 열린 한화와의 경기에서 역대 179번째 통산 네 자릿수 경기 출장을 달성했다.
- 김재호(두산 베어스)는 8월 26일 잠실에서 열린 SSG와의 경기에서 역대 61번째 통산 600사사구를 달성했다.
- 양의지(두산 베어스)는 8월 26일 잠실에서 열린 SSG와의 경기에서 역대 65번째 6년 연속 세 자릿수 안타를 달성했다.
- 채은성(한화 이글스)은 8월 26일 광주에서 열린 KIA와의 경기에서 역대 103번째 통산 네 자릿수 안타를 달성했다.
- 최정(SSG 랜더스)은 8월 27일 잠실에서 열린 두산과의 경기에서 역대 8번째 8년 연속 200루타를 달성했다.
- 안치홍(롯데 자이언츠)은 8월 27일 사직에서 열린 kt와의 경기에서 역대 52번째 통산 1600경기 출장을 달성했다.
- 김재호(두산 베어스)는 8월 27일 잠실에서 열린 SSG와의 경기에서 역대 89번째 통산 200번째 2루타를 달성했다.
- 김현수(LG 트윈스)는 8월 31일 잠실에서 열린 두산과의 경기에서 역대 14번째 통산 7000타수를 달성했다.
- 케이시 켈리(LG 트윈스)는 8월 31일 잠실에서 열린 두산과의 경기에서 역대 18번째 5년 연속 세 자릿수 탈삼진을 달성했다.
- 황재균(kt 위즈)은 8월 31일 수원에서 열린 삼성과의 경기에서 역대 22번째 통산 네 자릿수 타점, 역대 12번째 통산 네 자릿수 타점-네 자릿수 득점을 달성했다.
- 최형우(KIA 타이거즈)는 8월 31일 광주에서 열린 NC와의 경기에서 역대 4번째 통산 2300안타를 달성했다.
- 구승민(롯데 자이언츠)은 8월 31일 대전에서 열린 한화와의 경기에서 역대 2번째 4년 연속 20홀드를 달성했다.
- 전준우(롯데 자이언츠)는 8월 31일 대전에서 열린 한화와의 경기에서 역대 42번째 7년 연속 세 자릿수 안타를 달성했다.

#### 9월
- 박건우(NC 다이노스)는 9월 1일 대구에서 열린 삼성과의 경기에서 역대 74번째 통산 600타점을 달성했다.
- 박민우(NC 다이노스)는 9월 1일 대구에서 열린 삼성과의 경기에서 역대 71번째 통산 1300안타를 달성했다.
- 노시환(한화 이글스)은 9월 2일 잠실에서 열린 LG와의 경기에서 역대 6번째 23세 이하 시즌 30홈런을 달성했다.
- 오지환(LG 트윈스)은 9월 3일 잠실에서 열린 한화와의 경기에서 역대 57번째 통산 150홈런을 달성했다.
- 나성범(KIA 타이거즈)은 9월 3일 문학에서 열린 SSG와의 경기에서 역대 57번째 통산 5000타수를 달성했다.
- 정수빈(두산 베어스)은 9월 4일 사직에서 열린 롯데와의 경기에서 역대 48번째 통산 800득점을 달성했다.
- 김강민(SSG 랜더스)은 9월 5일 대전에서 열린 한화와의 경기에서 역대 30번째 통산 1900경기 출장을 달성했다.
- 황재균(kt 위즈)은 9월 5일 수원에서 열린 LG와의 경기에서 역대 18번째 통산 2000안타, 역대 9번째 2000안타-네 자릿수 타점-네 자릿수 득점을 달성했다.
- 정훈(롯데 자이언츠)은 9월 5일 울산에서 열린 삼성과의 경기에서 역대 116번째 통산 네 자릿수 안타를 달성했다.
- 최정(SSG 랜더스)은 9월 6일 대전에서 열린 한화와의 경기에서 역대 2번째 통산 1300사사구를 달성했다.
- 김진성(LG 트윈스)은 9월 6일 수원에서 열린 kt와의 경기에서 역대 27번째 통산 600경기 출장을 달성했다.
- 양현종(KIA 타이거즈)은 9월 7일 잠실에서 열린 두산과의 경기에서 역대 3번째 9년 연속 세 자릿수 탈삼진을 달성했다.
- 오지환(LG 트윈스)은 9월 8일 광주에서 열린 KIA와의 경기에서 역대 6번째 통산 60번째 3루타를 달성했다.
- 강백호(kt 위즈)는 9월 8일 수원에서 열린 SSG와의 경기에서 역대 58번째 대타 만루 홈런을 달성했다.
- 김상수(kt 위즈)는 9월 8일 수원에서 열린 SSG와의 경기에서 역대 49번째 통산 800득점을 달성했다.
- 배정대(kt 위즈)는 9월 8일 수원에서 열린 SSG와의 경기에서 역대 88번째 4년 연속 두 자릿수 도루를 달성했다.
- 나성범(KIA 타이거즈)은 9월 8일 광주에서 열린 LG와의 경기에서 역대 30번째 통산 2700루타를 달성했다.
- 손아섭(NC 다이노스)은 9월 8일 창원에서 열린 롯데와의 경기에서 역대 12번째 통산 900볼넷을 달성했다.
- 이재학(NC 다이노스)은 9월 8일 창원에서 열린 롯데와의 경기에서 역대 41번째 통산 1300이닝을 달성했다.
- 우규민(삼성 라이온즈)은 9월 8일 잠실에서 열린 두산과의 경기에서 역대 20번째 5년 연속 50경기 출장을 달성했다.
- 김재환(두산 베어스)은 9월 8일 잠실에서 열린 삼성과의 경기에서 역대 45번째 통산 600볼넷을 달성했다.
- 양의지(두산 베어스)는 9월 8일 잠실에서 열린 삼성과의 경기에서 역대 7번째 통산 160사구를 달성했다.
- 손아섭(NC 다이노스)은 9월 9일 창원에서 열린 롯데와의 경기에서 역대 1번째 8년 연속 150안타를 달성했다.
- 이용찬(NC 다이노스)은 9월 9일 창원에서 열린 롯데와의 경기에서 역대 10번째 통산 150세이브를 달성했다.
- 데이비드 뷰캐넌(삼성 라이온즈)은 9월 9일 잠실에서 열린 두산과의 경기에서 역대 31번째 4년 연속 두 자릿수 승을 달성했다.
- 오재일(삼성 라이온즈)은 9월 9일 잠실에서 열린 두산과의 경기에서 역대 22번째 9년 연속 두 자릿수 홈런을 달성했다.
- 박세웅(롯데 자이언츠)은 9월 9일 창원에서 열린 NC와의 경기에서 역대 56번째 통산 5000타자 상대를 달성했다.
- 정수빈(두산 베어스)은 9월 9일 잠실에서 열린 삼성과의 경기에서 역대 72번째 통산 1300안타를 달성했다.
- 장성우(kt 위즈)는 9월 10일 수원에서 열린 SSG와의 경기에서 역대 118번째 통산 1200경기 출장, 역대 112번째 통산 500타점을 달성했다.
- 김재환(두산 베어스)은 9월 10일 잠실에서 열린 삼성과의 경기에서 역대 84번째 통산 1200안타를 달성했다.
- 김광현(SSG 랜더스)은 9월 12일 문학에서 열린 kt와의 경기에서 역대 4번째 통산 1700탈삼진을 달성했다.
- 김재윤(kt 위즈)은 9월 12일 문학에서 열린 SSG와의 경기에서 역대 41번째 4년 연속 50경기 출장을 달성했다.
- 황재균(kt 위즈)은 9월 12일 문학에서 열린 SSG와의 경기에서 역대 10번째 12년 연속 세 자릿수 안타를 달성했다.
- 김선빈(KIA 타이거즈)은 9월 12일 대구에서 열린 삼성과의 경기에서 역대 43번째 7년 연속 세 자릿수 안타를 달성했다.
- 손아섭(NC 다이노스)은 9월 12일 사직에서 열린 롯데와의 경기에서 역대 3번째 통산 1300득점을 달성했다.
- 구자욱(삼성 라이온즈)은 9월 12일 대구에서 열린 KIA와의 경기에서 역대 20번째 9년 연속 두 자릿수 도루를 달성했다.
- 고영표(kt 위즈)는 9월 13일 창원에서 열린 NC와의 경기에서 역대 19번째 5년 연속 세 자릿수 탈삼진을 달성했다.
- 박영현(kt 위즈)은 9월 13일 창원에서 열린 NC와의 경기에서 역대 11번째 시즌 30홀드를 달성했다.
- 강민호(삼성 라이온즈)는 9월 14일 대구에서 열린 kt와의 경기에서 역대 10번째 통산 3300루타를 달성했다.
- 허경민(두산 베어스)은 9월 14일 잠실에서 열린 SSG와의 경기에서 역대 66번째 6년 연속 세 자릿수 안타를 달성했다.
- 정훈(롯데 자이언츠)은 9월 15일 사직에서 열린 키움과의 경기에서 역대 88번째 통산 500사사구를 달성했다.
- 강승호(두산 베어스)는 9월 15일 광주에서 열린 KIA와의 경기에서 역대 30번째 사이클링 히트를 달성했다.
- 조수행(두산 베어스)은 9월 15일 광주에서 열린 KIA와의 경기에서 역대 44번째 3년 연속 20도루를 달성했다.
- 최재훈(한화 이글스)은 9월 15일 대전에서 열린 LG와의 경기에서 역대 143번째 통산 1100경기 출장을 달성했다.
- 박해민(LG 트윈스)은 9월 16일 잠실에서 열린 SSG와의 경기에서 역대 2번째 10년 연속 20도루를 달성했다.
- 김현수(LG 트윈스)는 9월 17일 잠실에서 열린 SSG와의 경기에서 역대 8번째 통산 3400루타를 달성했다.
- 장성우(kt 위즈)는 9월 17일 대전에서 열린 한화와의 경기에서 역대 105번째 통산 세 자릿수 홈런을 달성했다.
- 양의지(두산 베어스)는 9월 17일 광주에서 열린 KIA와의 경기에서 역대 31번째 통산 2700루타를 달성했다.
- 황재균(kt 위즈)은 9월 19일 수원에서 열린 삼성과의 경기에서 역대 14번째 통산 7000타수를 달성했다.
- 구자욱(삼성 라이온즈)은 9월 19일 수원에서 열린 kt와의 경기에서 역대 73번째 통산 1300안타를 달성했다.
- 손아섭(NC 다이노스)은 9월 21일 고척에서 열린 키움과의 경기에서 역대 9번째 통산 3400루타를 달성했다.
- 채은성(한화 이글스)은 9월 21일 대전에서 열린 KIA와의 경기에서 역대 114번째 통산 500득점을 달성했다.
- 최정(SSG 랜더스)은 9월 22일 문학에서 열린 롯데와의 경기에서 역대 3번째 통산 3900루타를 달성했다.
- 최지훈(SSG 랜더스)은 9월 22일 문학에서 열린 롯데와의 경기에서 역대 45번째 3년 연속 20도루를 달성했다.
- 추신수(SSG 랜더스)는 9월 22일 문학에서 열린 롯데와의 경기에서 역대 61번째 초구 리드오프 홈런을 달성했다.
- 황재균(kt 위즈)은 9월 22일 광주에서 열린 KIA와의 경기에서 역대 16번째 통산 3100루타를 달성했다.
- 양의지(두산 베어스)는 9월 22일 대구에서 열린 삼성과의 경기에서 역대 23번째 통산 네 자릿수 타점을 달성했다.
- 오지환(LG 트윈스)은 9월 23일 잠실에서 열린 한화와의 경기에서 역대 44번째 통산 800타점을 달성했다.
- 박병호(kt 위즈)는 9월 23일 광주에서 열린 KIA와의 경기에서 역대 24번째 통산 2800루타를 달성했다.
- 이재학(NC 다이노스)은 9월 23일 창원에서 열린 두산과의 경기에서 역대 27번째 통산 1100탈삼진을 달성했다.
- 김민성(LG 트윈스)은 9월 24일 잠실에서 열린 한화와의 경기에서 역대 59번째 통산 1400안타를 달성했다.
- 오지환(LG 트윈스)은 9월 24일 잠실에서 열린 한화와의 경기에서 역대 67번째 6년 연속 세 자릿수 안타를 달성했다.
- 최원태(LG 트윈스)는 9월 24일 잠실에서 열린 한화와의 경기에서 역대 90번째 통산 네 자릿수 이닝을 달성했다.
- 양현종(KIA 타이거즈)은 9월 24일 광주에서 열린 kt와의 경기에서 역대 3번째 통산 2300이닝을 달성했다.
- 김재환(두산 베어스)은 9월 24일 창원에서 열린 NC와의 경기에서 역대 29번째 8년 연속 두 자릿수 홈런을 달성했다.
- 박해민(LG 트윈스)은 9월 27일 잠실에서 열린 kt와의 경기에서 역대 58번째 통산 5000타수를 달성했다.
- 케이시 켈리(LG 트윈스)는 9월 27일 잠실에서 열린 kt와의 경기에서 역대 14번째 5년 연속 두 자릿수 승을 달성했다.
- 박건우(NC 다이노스)는 9월 27일 창원에서 열린 KIA와의 경기에서 역대 67번째 통산 700득점을 달성했다.
- 양석환(두산 베어스)은 9월 27일 문학에서 열린 SSG와의 경기에서 역대 48번째 3년 연속 20홈런을 달성했다.
- 임창민(키움 히어로즈)은 9월 28일 고척에서 열린 SSG와의 경기에서 역대 15번째 통산 120세이브를 달성했다.
- 손아섭(NC 다이노스)은 9월 28일 창원에서 열린 KIA와의 경기에서 역대 2번째 통산 2400안타를 달성했다.
- 전준우(롯데 자이언츠)는 9월 28일 사직에서 열린 한화와의 경기에서 역대 53번째 통산 1600경기 출장을 달성했다.
- 박해민(LG 트윈스)은 9월 29일 잠실에서 열린 두산과의 경기에서 역대 69번째 통산 500볼넷을 달성했다.
- 전준우(롯데 자이언츠)는 9월 29일 사직에서 열린 한화와의 경기에서 역대 15번째 7년 연속 200루타를 달성했다.
- 양의지(두산 베어스)는 9월 29일 잠실에서 열린 LG와의 경기에서 역대 42번째 통산 1700경기 출장을 달성했다.
- 정수빈(두산 베어스)은 9월 29일 잠실에서 열린 LG와의 경기에서 역대 19번째 시즌 두 자릿수 3루타를 달성했다.
- 양현종(KIA 타이거즈)은 9월 30일 문학에서 열린 SSG와의 경기에서 역대 2번째 9년 연속 150이닝을 달성했다.

#### 10월
- 김재윤(kt 위즈)은 10월 1일 수원에서 열린 키움과의 경기에서 역대 4번째 3년 연속 30세이브를 달성했다.
- 김상수(kt 위즈)는 10월 2일 수원에서 열린 LG와의 경기에서 역대 75번째 통산 600타점을 달성했다.
- 김태훈(삼성 라이온즈)은 10월 2일 사직에서 열린 롯데와의 경기에서 역대 13번째 4년 연속 두 자릿수 홀드를 달성했다.
- 문현빈(한화 이글스)은 10월 2일 대전에서 열린 NC와의 경기에서 역대 7번째 고졸 신인 시즌 세 자릿수 안타를 달성했다.
- 정우람(한화 이글스)은 10월 2일 대전에서 열린 NC와의 경기에서 역대 1번째 통산 네 자릿수 경기 출장을 달성했다.
- 호세 피렐라(삼성 라이온즈)는 10월 3일 사직에서 열린 롯데와의 경기에서 역대 22번째 3년 연속 150안타를 달성했다.
- 김광현(SSG 랜더스)은 10월 4일 문학에서 열린 NC와의 경기에서 역대 8번째 통산 2000이닝을 달성했다.
- 오선진(한화 이글스)은 10월 4일 대구에서 열린 삼성과의 경기에서 역대 144번째 통산 1100경기 출장을 달성했다.
- 이명기(한화 이글스)는 10월 4일 대구에서 열린 삼성과의 경기에서 역대 104번째 통산 1100안타를 달성했다.
- 김진성(LG 트윈스)은 10월 5일 사직에서 열린 롯데와의 경기에서 역대 17번째 통산 세 자릿수 홀드를 달성했다.
- 주권(kt 위즈)은 10월 5일 수원에서 열린 KIA와의 경기에서 역대 12번째 통산 110홀드를 달성했다.
- 김선빈(KIA 타이거즈)은 10월 5일 수원에서 열린 kt와의 경기에서 역대 66번째 통산 1500경기 출장을 달성했다.
- 전준우(롯데 자이언츠)는 10월 5일 사직에서 열린 LG와의 경기에서 역대 31번째 통산 6000타수, 역대 24번째 통산 1800안타를 달성했다.
- 김상수(롯데 자이언츠)는 10월 7일 잠실에서 열린 두산과의 경기에서 역대 7번째 통산 120홀드를 달성했다.
- 양의지(두산 베어스)는 10월 7일 잠실에서 열린 롯데와의 경기에서 역대 23번째 6년 연속 200루타를 달성했다.
- 노경은(SSG 랜더스)은 10월 8일 창원에서 열린 NC와의 경기에서 역대 42번째 통산 1300이닝을 달성했다.
- 서진용(SSG 랜더스)은 10월 8일 창원에서 열린 NC와의 경기에서 역대 9번째 시즌 40세이브를 달성했다.
- 정해영(KIA 타이거즈)은 10월 8일 광주에서 열린 삼성과의 경기에서 역대 15번째 3년 연속 20세이브를 달성했다.
- 김혜성(키움 히어로즈)은 10월 10일 고척에서 열린 삼성과의 경기에서 역대 115번째 통산 500득점을 달성했다.
- 박병호(kt 위즈)는 10월 10일 수원에서 열린 두산과의 경기에서 역대 24번째 통산 900사사구를 달성했다.
- 박건우(NC 다이노스)는 10월 10일 창원에서 열린 한화와의 경기에서 역대 74번째 통산 1300안타를 달성했다.
- 에릭 페디(NC 다이노스)는 10월 10일 창원에서 열린 한화와의 경기에서 역대 16번째 시즌 200탈삼진, 역대 22번째 시즌 20승, 역대 5번째 시즌 20승-200탈삼진을 달성했다.
- 김선빈(KIA 타이거즈)은 10월 12일 광주에서 열린 키움과의 경기에서 역대 44번째 통산 1500안타를 달성했다.
- 양현종(KIA 타이거즈)은 10월 12일 광주에서 열린 키움과의 경기에서 역대 1번째 9년 연속 160이닝을 달성했다.
- 김민석(롯데 자이언츠)은 10월 12일 사직에서 열린 두산과의 경기에서 역대 8번째 고졸 신인 시즌 세 자릿수 안타를 달성했다.
- 유강남(롯데 자이언츠)은 10월 12일 사직에서 열린 두산과의 경기에서 역대 113번째 통산 500타점을 달성했다.
- 김민성(LG 트윈스)은 10월 13일 창원에서 열린 NC와의 경기에서 역대 58번째 통산 2100루타를 달성했다.
- 오승환(삼성 라이온즈)은 10월 14일 대구에서 열린 SSG와의 경기에서 역대 5번째 3년 연속 30세이브, 역대 1번째 통산 400세이브를 달성했다.
- 노시환(한화 이글스)은 10월 14일 대전에서 열린 롯데와의 경기에서 역대 86번째 시즌 30홈런-세 자릿수 타점을 달성했다.
- 전준우(롯데 자이언츠)는 10월 15일 대전에서 열린 한화와의 경기에서 역대 25번째 통산 2800루타를 달성했다.
- 양현종(KIA 타이거즈)은 10월 17일 광주에서 열린 NC와의 경기에서 역대 1번째 9년 연속 170이닝을 달성했다.
- 이용찬(NC 다이노스)은 10월 17일 광주에서 열린 KIA와의 경기에서 역대 51번째 통산 500경기 출장을 달성했다.
- 장원준(두산 베어스)은 10월 17일 문학에서 열린 SSG와의 경기에서 역대 9번째 통산 2000이닝을 달성했다.

### 월간 MVP
| 월  | 선수            | 소속          | 포지션 |
| --- | --------------- | ------------- | ------ |
| 4월 | 나균안          | 롯데 자이언츠 | 투수   |
| 5월 | 박동원          | LG 트윈스     | 포수   |
| 6월 | 최정            | SSG 랜더스    | 내야수 |
| 7월 | 노시환          | 한화 이글스   | 내야수 |
| 8월 | 윌리엄 쿠에바스 | kt 위즈       | 투수   |
| 9월 | 에릭 페디       | NC 다이노스   | 투수   |

## 올스타전
2023년 KBO 올스타전은 7월 15일에 진행됐으며, 장소는 사직야구장이다.

## 경기 중계

### 지상파 TV
- SBS TV
- KBS 2TV
- MBC TV

### 케이블 TV
- SBS 스포츠
- KBS N 스포츠
- MBC 스포츠플러스
- SPOTV
- SPOTV2

### 라디오
- SBS 러브FM
- 부산MBC 표준FM
- 대구MBC 표준FM
- MBC경남 표준FM
- TBC 드림FM
- KNN 파워FM
- KNN 러브FM
- OBS 라디오

### 와일드카드 결정전 중계
- 1차전 : SPOTV, SPOTV2, KBS N 스포츠, MBC 스포츠플러스, SBS 스포츠

### 준플레이오프 중계
- 1차전 : KBS 2TV
- 2차전 : SBS TV
- 3차전 : MBC TV

### 플레이오프 중계
- 1차전 : MBC TV
- 2차전 : KBS 2TV
- 3차전 : SBS TV
- 4차전 : MBC TV
- 5차전 : KBS 2TV

### 한국시리즈 중계
- 1차전 : SBS TV
- 2차전 : MBC TV
- 3차전 : KBS 2TV
- 4차전 : SBS TV
- 5차전 : MBC TV

## 같이 보기
- 2023년 LG 트윈스 시즌
- 2023년 Kt 위즈 시즌
- 2023년 SSG 랜더스 시즌
- 2023년 NC 다이노스 시즌
- 2023년 두산 베어스 시즌
- 2023년 KIA 타이거즈 시즌
- 2023년 롯데 자이언츠 시즌
- 2023년 삼성 라이온즈 시즌
- 2023년 한화 이글스 시즌
- 2023년 키움 히어로즈 시즌
- 2023년 상무 피닉스 야구단 시즌